# Vasili Perov
Vasili Grigorievici Perov (rusă Василий Григорьевич Перов) (1834, Tobolsk - 1882, suburbia Kuziminki, în prezent în raza Moscovei) a fost un pictor rus.

## Galerie
Click pe imagine pentru a fi mărită

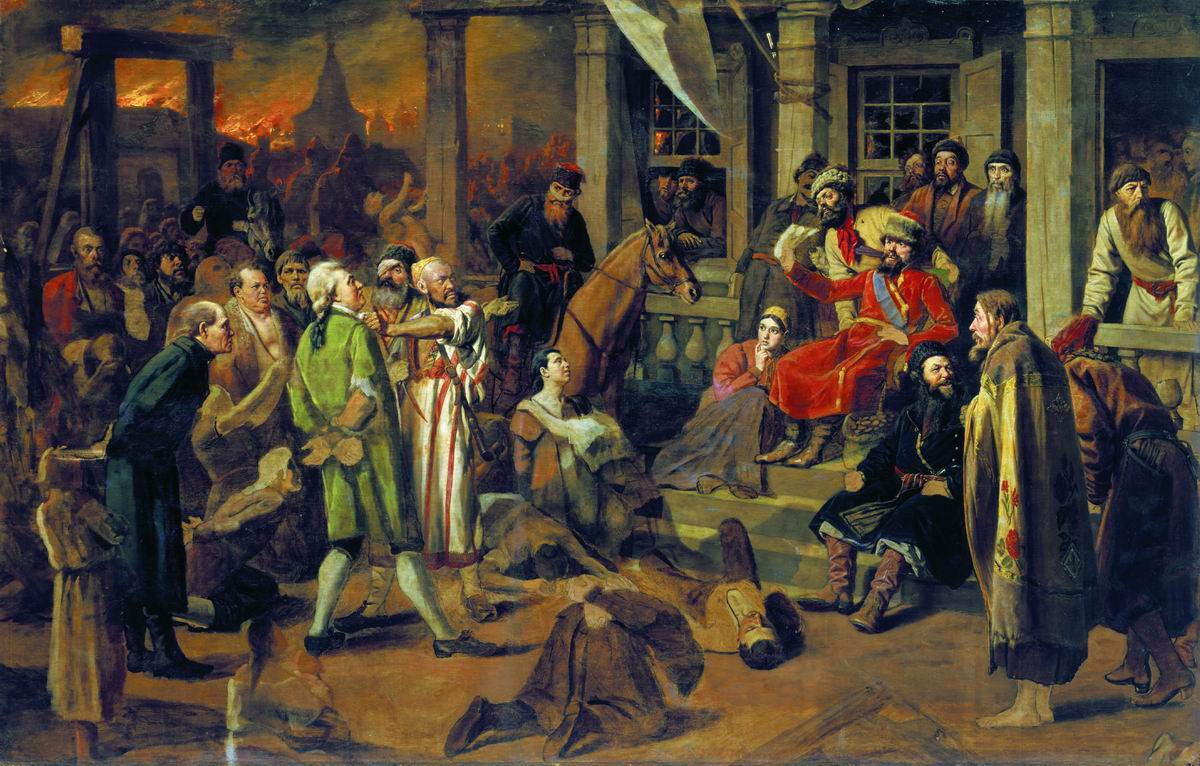
«Judecata lui Pugacev», 1879, Muzeul rus, Sankt Petersburg
«Vânători în popas», 1871
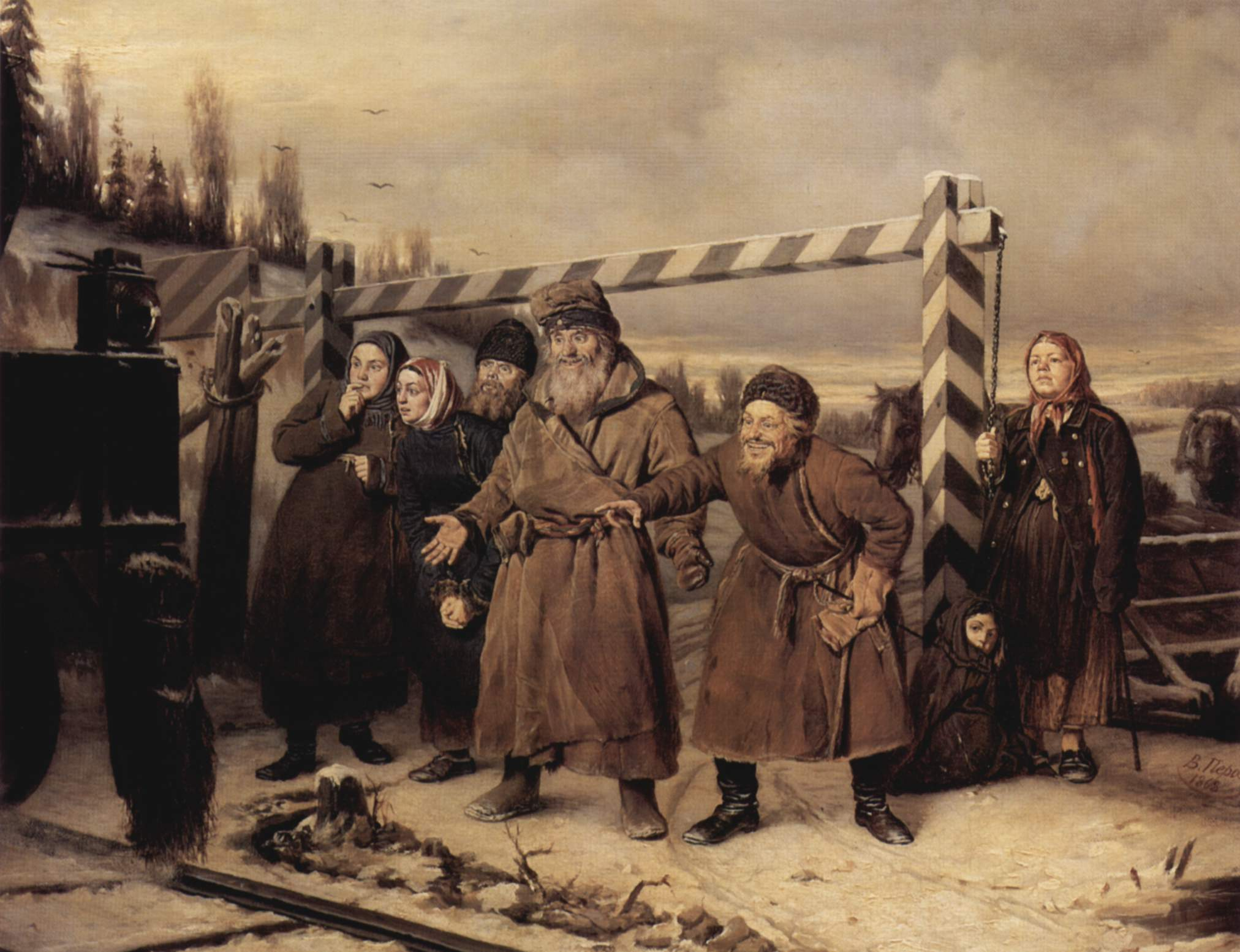
«Scena lângă calea ferată», 1868
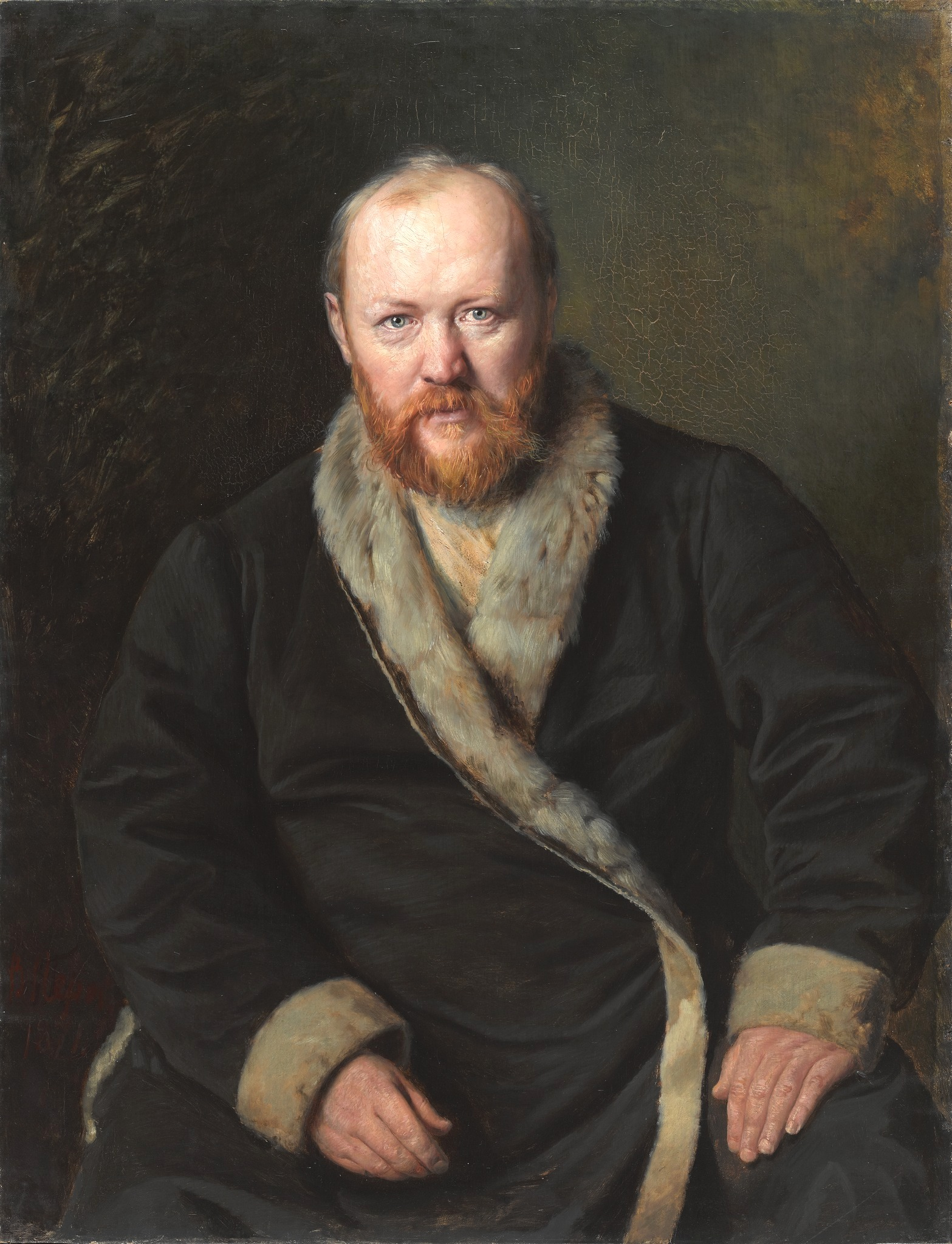
«Portretul lui A.N. Ostrovskii», 1871
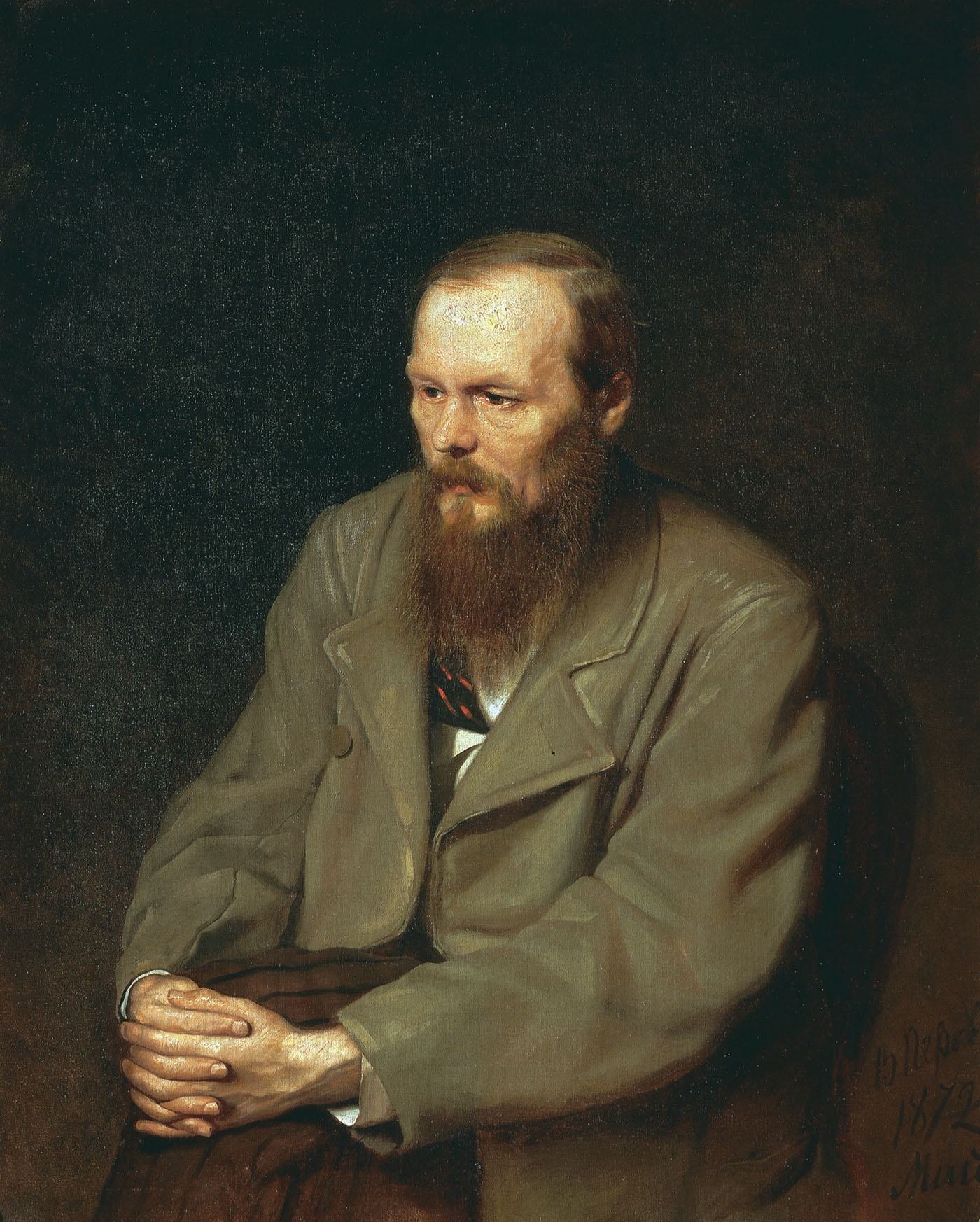
«Portretul lui Dostoievski», 1872
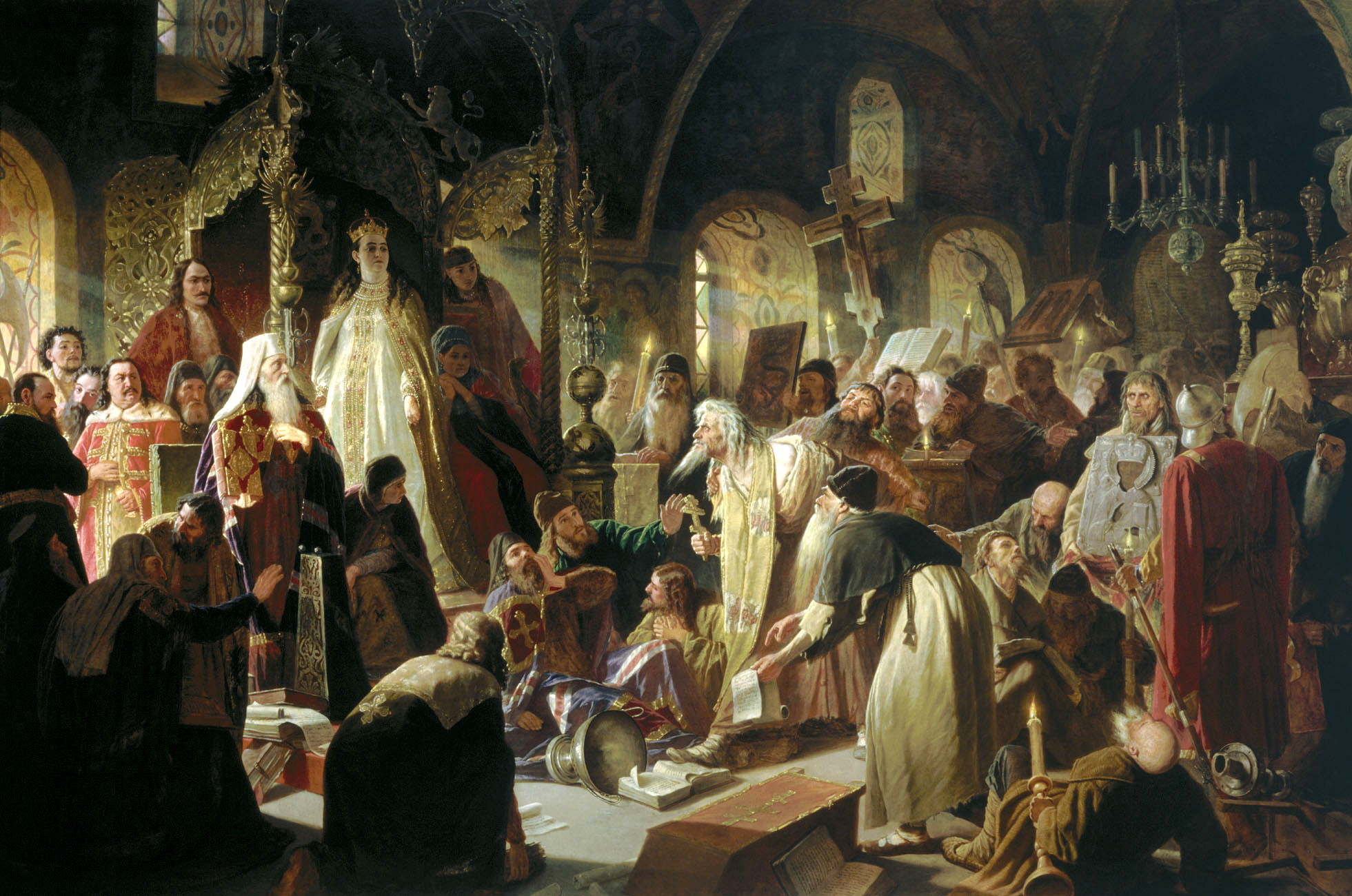
Nikita Pustosviat. Dispută asupra credinţei. 1880-1881

1. 1 2 3 4  Marea Enciclopedie Rusă, accesat în 31 octombrie 2021
2. ↑  Czech National Authority Database, accesat în 1 martie 2022
3. 1 2  Czech National Authority Database, accesat în 7 noiembrie 2022
4. ↑   (PDF) https://prizedwriting.ucdavis.edu/sites/prizedwriting.ucdavis.edu/files/sitewide/pastissues/16–17%20BRANDT.pdf Lipsește sau este vid: |title= (ajutor)